# Леди из Шалотта (картина Ханта)
«Леди из Шалотта» (англ. The Lady of Shalott) — картина английского художника Уильяма Холмана Ханта, написанная около 1888—1905 годов и изображающая сцену из поэмы Альфреда Теннисона 1833 года «Волшебница Шалот». Картина хранится в Уодсворт Атенеум. Уменьшенная версия картины хранится в Манчестерской художественной галерее.

## Сюжет
В поэме Теннисона леди Шалотт заточена в башне на острове неподалёку от Камелота и проклята — ей запрещено покидать башню и выглядывать из окон. Она соткала гобелен, видя внешний мир только через отражение в зеркале позади нее. На картине изображена ключевая сцена третьей части поэмы: Леди видит в своём зеркале «смелого сэра Ланселота». Вид прекрасного рыцаря и звуки его пения отвлекают её от ткацкого станка к окну, пряжа всё ещё цепляется за колени, навлекая на неё проклятие, поскольку «разбилось зеркало, звеня…». Она покидает башню, чтобы переправиться на лодке через реку, но встречает свою смерть, не добравшись до Камелота.

## Описание
На картине изображён момент сразу после того, как леди Шалотт посмотрела из окна на сэра Ланселота, и её судьба уже предрешена. Она стоит у своего круглого ткацкого станка с незаконченным гобеленом, который должен был изображать Галахада, представляющего Артуру Святой Грааль, однако ткацкий станок обрывается, запутывая её в нитях. На ней яркий лиф поверх кремовой сорочки и розовая юбка. Ноги босые, а длинные волосы взметнулись над головой.
Потревоженная пара голубей пролетает мимо большого серебряного подсвечника, а другая пара вылетает через верхнее окно. Позади нее находится большое круглое зеркало, которое она использовала для наблюдения за миром за пределами башни, но оно «треснуло»: в отражении виден проезжающий мимо Ланселот и колонны окна Дамы. Отблески, усеивающие пол, указывают на то, что её чистота запятнана.
Слева от неё — тондо, изображающий поклонение Младенцу Христа с Марией (олицетворяющей смирение), основанный на работе Луки делла Роббиа, принадлежавшей Ханту. На тондо справа от неё изображен Геркулес в ореоле (олицетворяющий доблесть) в тот момент, когда он добывает яблоки из сада Гесперид, которые спали, когда Ладон, их дракон-хранитель (под левой ногой Геркулеса) был повержен. В качестве эскиза для этой детали Хант сделал настоящий гипсовый барельеф, который сейчас находится в Манчестерской картинной галерее. Неудача Гесперид в исполнении своего долга отражает неудачу дамы.
Над тондо расположен фриз со стилизованным небом, на котором изображены херувимы и женские фигуры в ореолах, управляющие планетами и сферой звезд. Один из ангелов топчет змею. Фриз символизирует гармонию и терпение — ценности, которыми, по мнению Ханта, должна была обладать леди.
В левом нижнем углу картина подписана монограммой.

## История
Картина основана на рисунке Ханта, выполненном около 1857 года, который был выгравирован на дереве Джоном Томпсоном и напечатан в богато иллюстрированном 10-м издании «Стихотворений Теннисона», опубликованном Эдвардом Моксоном в 1857 году, куда также вошли иллюстрации Данте Габриэля Россетти, Джона Милле, Томаса Кресвика, Джона Калкотта Хорсли, Уильяма Малреди и Кларксона Стэнфилда. Рисунок и картина Ханта были основаны на более ранних набросках, вдохновлённых картиной Яна ван Эйка «Портрет четы Арнольфини» 1434 года.
Уильям Хант подарил картину своей второй жене Эдит в 1902 году. Она была выставлена на торги Christie’s в 1919 году, но аукционный дом купил ее за 3 360 фунтов стерлингов. В 1931 году, после смерти Эдит картину унаследовала их дочь Глэдис, а затем её приёмная дочь миссис Элизабет Берт в 1952 году. Картина была продана на аукционе Christie’s в 1961 году, её купил нью-йоркский коллекционер Джон Николсон за 9 975 фунтов стерлингов; он продал её в Уодсворт Атенеум в том же 1961 году, который сделал покупку на средства фонда Эллы Гэллап Самнер и Мэри Кэтлин Самнер.

## Другая версия
Гораздо меньший вариант картины, написанный маслом на панели, около  1886–1905 года, размером 44,4 см × 34,1 см, был оставлен Манчестерской художественной галерее Джоном Эдвардом Йейтсом в 1934 году. Эта версия была подготовительным этюдом к более крупной картине, и имеет ряд отличий. В частности, на тондо изображены другие сюжеты: Моление о чаше (слева) и Христос в величии (справа). Фриз состоит из ряда стоящих херувимов.